# Юлия Младшая (сестра Гая Юлия Цезаря)
Ю́лия Младшая (лат. Iulia Minor или Iulia Caesaris Minor), (101 год до н. э. — 51 год до н. э.) — римская матрона, младшая из двух старших сестёр Гая Юлия Цезаря, бабка Октавиана Августа по женской линии.

## Происхождение
Юлия родилась в 101 году до н. э. в патрицианской семье Гая Юлия Цезаря Старшего, претора 92 года до н. э. и Аврелии. Она была вторым ребёнком в семье после Юлии Старшей. Через год после неё в семье родился мальчик — Гай Юлий Цезарь; между братом и сестрой до самой смерти последней сохранялись тёплые отношения.

## Брак
Примерно в 82 году до н. э. Юлия вышла замуж за представителя плебейского рода Атиев, Марка Атия Бальба, двоюродного брата Гнея Помпея Великого. В браке она родила трёх дочерей — Атию Бальбу Приму, Атию Бальбу Секунду, вышедшую замуж за Гая Октавия и ставшую матерью Октавиана, и Атию Бальбу Терцию. Она прожила в браке с Атием до 52 года до н. э., когда он скончался.
Юлия ненадолго пережила своего мужа и умерла в 51 году до н. э. На её похоронах двенадцатилетний Гай Октавий Младший (в будущем — Гай Юлий Цезарь Октавиан) получил свой первый ораторский опыт, прочитав блестящую погребальную речь.